# Kelényi B. Ottó
Kelényi Béla Ottó (Kelényi Béla Lajos) (Budapest, 1897. február 25. – Ausztria/Bisingen, 1944. október) magyar könyvtáros, bibliográfus, történész, a budapesti csillagvizsgálók történetének kutatója.

## Életpályája
Szülei: Kelényi Gyula főmérnök (1861–1913) és Sthymmel Irén voltak. Egyetemi tanulmányait Szegeden végezte el a Ferenc József Tudományegyetem Bölcsészettudományi Karán, ahol 1920-ban történelem-latin szakos középiskolai tanári diplomát szerzett. 1920-ban levéltárosi szakvizsgát is tett. Az egyetem után Sopronban vállalt tanári munkát; a helyi főreáliskola és leánygimnáziumban. 1922-től a Fővárosi Szabó Ervin Könyvtár Budapest Gyűjteményének a vezetője ideiglenes hivatalnokként, 1924-től kinevezett könyvtárosként. 1935-ben I. osztályú könyvtárossá, 1936-ban pedig II. osztályú főkönyvtárossá nevezték ki. Konzervatív katolikus oldalról indult, 1944-ben bekapcsolódott az illegális antifasiszta mozgalomba. A nyilasok letartóztatták és deportálták. Ausztriában egy koncentrációs táborban halt meg.
A Budapest története című sorozat tervezetének kidolgozója és az I. kötet felelős szerkesztője volt. Pest-Buda történetéről írt tanulmányokat.

## Művei
- A gellérthegyi csillagvizsgáló Tittel Pál és Mayer-Lambert Ferenc idejében (1929)
- A Pázmány Péter Tudományegyetem csillagvizsgáló intézete (Budapest, 1929)
- Esterházy Károly gróf egri püspök csillagvizsgálójának könyvtára és az egri asztronómusok működése (1930)
- A gellérthegyi csillagvizsgáló könyvtára (Budapest, 1930)
- A magyar csillagászat története (Budapest, 1930)
- Az egri érseki Líceum csillagvizsgálójának története (Budapest, 1930)
- A Buda melletti Szent Lőrinc pálos kolostor történetének első irodalmi forrása (Tanulmányok Budapest múltáról, 1936)
- Buda és Pest város képe az idegen utazások irodalmában (Tanulmányok Budapest múltjából, 1938)
- Aquincum irodalma (Szász Bélával, A Fővárosi Könyvtár Évkönyve, 1939)
- Iparosok és kereskedők Budán és Pesten a középkorban (Budapest Régiségei, 1943)